# Стів Руччін
Стів Руччін (англ. Steve Rucchin, нар. 4 липня 1971, Тандер-Бей) — канадський хокеїст, що грав на позиції центрального нападника. Грав за збірну команду Канади.
Провів понад 700 матчів у Національній хокейній лізі. 

## Ігрова кар'єра
Хокейну кар'єру розпочав 1989 року.
1994 року був обраний на додатковому драфті НХЛ під 2-м номером командою «Майті Дакс оф Анагайм». 
Протягом професійної клубної ігрової кар'єри, що тривала 14 років, захищав кольори команд «Майті Дакс оф Анагайм», «Нью-Йорк Рейнджерс» та «Атланта Трешерс».
У складі «могучих качок» грав в одній ланці разом з багаторічним лідером клубу Полом Карія. У 2003—2005 був капітаном команди.
Загалом провів 772 матчі в НХЛ, включаючи 37 ігор плей-оф Кубка Стенлі.
Виступав за збірну Канади, провів 6 ігор в її складі.

## Статистика

### Клубні виступи
| Сезон        | Клуб                          | Ліга         | Регулярний сезон | Регулярний сезон | Регулярний сезон | Регулярний сезон | Регулярний сезон | Плей-оф | Плей-оф | Плей-оф | Плей-оф | Плей-оф |
| Сезон        | Клуб                          | Ліга         | І                | Г                | П                | О                | ШХ               | І       | Г       | П       | О       | ШХ      |
| ------------ | ----------------------------- | ------------ | ---------------- | ---------------- | ---------------- | ---------------- | ---------------- | ------- | ------- | ------- | ------- | ------- |
| 1989–90      | «Тамесфорд Троянс»            | ПОЮХЛ        | 2                | 1                | 2                | 3                | 0                | —       | —       | —       | —       | —       |
| 1990–91      | Університет Західного Онтаріо | ОУЛ          | 34               | 13               | 16               | 29               | 14               | —       | —       | —       | —       | —       |
| 1991–92      | Університет Західного Онтаріо | ОУЛ          | 37               | 28               | 34               | 62               | 36               | —       | —       | —       | —       | —       |
| 1992–93      | Університет Західного Онтаріо | ОУЛ          | 34               | 22               | 26               | 48               | 16               | —       | —       | —       | —       | —       |
| 1993–94      | Університет Західного Онтаріо | ОУЛ          | 35               | 30               | 23               | 53               | 30               | —       | —       | —       | —       | —       |
| 1994–95      | «Сан Дієго Галлс»             | ІХЛ          | 41               | 11               | 15               | 26               | 14               | —       | —       | —       | —       | —       |
| 1994–95      | «Майті Дакс оф Анагайм»       | НХЛ          | 43               | 6                | 11               | 17               | 23               | —       | —       | —       | —       | —       |
| 1995–96      | «Майті Дакс оф Анагайм»       | НХЛ          | 64               | 19               | 25               | 44               | 12               | —       | —       | —       | —       | —       |
| 1996–97      | «Майті Дакс оф Анагайм»       | НХЛ          | 79               | 19               | 48               | 67               | 24               | 8       | 1       | 2       | 3       | 10      |
| 1997–98      | «Майті Дакс оф Анагайм»       | НХЛ          | 72               | 17               | 36               | 53               | 13               | —       | —       | —       | —       | —       |
| 1998–99      | «Майті Дакс оф Анагайм»       | НХЛ          | 69               | 23               | 39               | 62               | 22               | 4       | 0       | 3       | 3       | 0       |
| 1999–00      | «Майті Дакс оф Анагайм»       | НХЛ          | 71               | 19               | 38               | 57               | 16               | —       | —       | —       | —       | —       |
| 2000–01      | «Майті Дакс оф Анагайм»       | НХЛ          | 16               | 3                | 5                | 8                | 0                | —       | —       | —       | —       | —       |
| 2001–02      | «Майті Дакс оф Анагайм»       | НХЛ          | 38               | 7                | 16               | 23               | 6                | —       | —       | —       | —       | —       |
| 2002–03      | «Майті Дакс оф Анагайм»       | НХЛ          | 82               | 20               | 38               | 58               | 12               | 21      | 7       | 3       | 10      | 2       |
| 2003–04      | «Майті Дакс оф Анагайм»       | НХЛ          | 82               | 20               | 23               | 43               | 12               | —       | —       | —       | —       | —       |
| 2005–06      | «Нью-Йорк Рейнджерс»          | НХЛ          | 72               | 13               | 23               | 36               | 10               | 4       | 1       | 0       | 1       | 0       |
| 2006–07      | «Атланта Трешерс»             | НХЛ          | 47               | 5                | 16               | 21               | 14               | —       | —       | —       | —       | —       |
| Усього в НХЛ | Усього в НХЛ                  | Усього в НХЛ | 735              | 171              | 318              | 489              | 164              | 37      | 9       | 8       | 17      | 12      |

### Збірна
| Рік                | Команда            | Турнір             | Місце              | І | Г | П | О | ШХ |
| ------------------ | ------------------ | ------------------ | ------------------ | - | - | - | - | -- |
| 1998               | Канада             | ЧС                 | 6-е                | 6 | 1 | 2 | 3 | 2  |
| Національна збірна | Національна збірна | Національна збірна | Національна збірна | 6 | 1 | 2 | 3 | 2  |